# XXXVIII народно събрание
Тридесет и осмото народно събрание (XXXVIII НС) е третото обикновено народно събрание в България, съставено след падането на социалистическия режим през 1989 г.
Съставено е според резултатите от предсрочните парламентарни избори, проведени на 19 април 1997 г. Събранието работи от 7 май 1997 до 19 април 2001 г.
Първото му заседание е на 7 май и е открито от най-възрастния депутат - Светослав Лучников от СДС (на 75 години). Председател  на парламента става Йордан Соколов.
| Партия / Коалиция                 | Гласове   | Проценти | Мандати |
| --------------------------------- | --------- | -------- | ------- |
| Обединени демократични сили       | 2 223 714 | 52,26%   | 137     |
| Демократична левица               | 939 308   | 22,07%   | 58      |
| Обединение за национално спасение | 323 429   | 7,60%    | 19      |
| Българска евролевица              | 234 058   | 5,50%    | 14      |
| Български бизнес блок             | 209 796   | 4,93%    | 12      |
| Общо:                             | 3 930 305 | 92,36%   | 240     |

## Председател и заместник-председатели
- Йордан Соколов – председател – ОДС

### Заместник-председатели
- Благовест Сендов – ДЛ
- Иван Куртев – ОДС
- Петя Шопова – Българска евролевица
- Александър Джеров – ОДС
- Христо Стоянов – Българска евролевица
- Любен Корнезов – ДЛ

## Дейност
На 26 април 2000 г. XXXVIII НС приема Закон за обявяване комунистическия режим в България за престъпен, обнародван в Държавен вестник, брой № 37 от 5 май 2000 г. Текстът му се състои от четири члена. В чл. 1 се казва, че управлението на Българската комунистическа партия, дошла на власт с помощта на външна сила, обявила война на България, довежда страната до национална катастрофа. В чл. 2 се изброяват десет обвинения към ръководствата на БКП и шест срещу целия режим. БКП е отговорна за различни неща – от унищожаване на традиционните ценности на европейската цивилизация и моралния и икономически упадък на държавата до нарушаване на човешките права и свободи по редица начини, и подчиняване интересите на страната на чужда държава до степен на практическа загуба на държавен суверенитет. Чл. 3 обявява БКП за престъпна организация въз основа на обвиненията от член втори, а чл. 4 обявява всички действия, извършени с цел съпротива и отхвърляне на режима, за „справедливи, морално оправдани и достойни за почит“.